# 95. zrakoplovna baza Split–Divulje
95. zrakoplovna baza Split–Divulje bila je zrakoplovna postrojba Hrvatskog ratnog zrakoplovstva sa sjedištem u Divuljama kraj Trogira. Osnovana je 1993. godine, a ustrojstveno je prestala postojati 2008. godine, u skladu s Dugoročnim planom razvoja OS RH 2006. – 2015., prema kojem je predviđeno da HRZ ima dvije zrakoplovne baze te letjelišta u Puli, Lučkom i Divuljama. Baza ulazi u sastav 93. zrakoplovne baze Zadar. Letjelište Divulje koristi se za potrebe Eskadrile transportnih helikoptera 93. zrakoplovne baze Zadar.

## Povijest
Zrakoplovna baza Split-Divulje ustrojena je u kolovozu 1993. godine imenovanjem zapovjednika brigadira Gorkija Tičinovića od dvije već postojeće postrojbe HRZ - Samostalnog zrakoplovnog voda kojim je zapovjedao brigadir Matko Raos, osnovanog potkraj 1990. na Zračnoj luci Sinj i sastavljenog od pripadnika Aerokluba Sinj i Split, te Mješovite zrakoplovne eskadrile kojom je zapovjedao brigadir Mladen Katavić, ustrojene zapovješću načelnika GS OS RH od 6. studenog 1991. Na dvogodišnjicu postojanja Mješovite zrakoplovne eskadrile Split baza počinje djelovati pa se taj dan uzima kao prvi dan postojanja zrakoplovne baze.
Zrakoplovna baza ustrojena je sa zadaćom još učinkovitije zračne potpore postrojbama Hrvatske vojske, te je kao i druge zrakoplovne baze u Republici Hrvatskoj, ustrojena i organizirana po načelima zrakoplovnih postrojbi zapadnih zemalja.
Njena temeljna zadaća je pružanje zračne potpore u brojnim djelovanjima ostalim granama HV iz čega proizlaze sljedeće zadaće i aktivnosti kao što su transport tereta, ljudi i ranjenika, izviđanje, zaštita i potpora postrojbi pri bojnim djelovanjima iz zraka i obrana od napada sa zemlje, osiguranje veza te navigacijsko i meteorološko osiguranje.
Postrojba je bila opremljena transportnim helikopterima i zrakoplovima, a po potrebi i borbenim helikopterima i zrakoplovima. Za cjelovito osiguranje svih letačkih zadaća kao i ukupnosti života i rada postrojbe, brinuli se posebne organizacijske cjeline:
- Zapovjedništvo s Operativnim središtem
- Eskadrile helikoptera i zrakoplova
- Zrakoplovno tehničke postrojbe
- Logističke postrojbe
- Postrojbe veze
- ostale postrojbe (pješaštvo, inženjerija, PZO, RBKO itd.)

Ratni put ove postrojbe je učinkovit i ogleda se sudjelovanjem u gotovo svim borbenim akcijama postrojbi HV u području djelovanja kao što su:
- (SZV i 91.ZB)- Oslobađanje Dubrovnika kada je izvršen i prvi borbeni let s dva MiG-21 iz Divulja,
- (SZV i MZE) - Operacija Maslenica,
- Operacija Zima '94., Skok-1, Skok-2, Ljeto 95, Operacija Oluja, Operacija Južni potez.

Istovremeno izvršeno je niz vježbi i uvježbavanja raznih postrojbi HV i gardijskih brigada u desantiranju i spašavanju ranjenika (Bandira 94, Posejdon 94). Tijekom 1993. i do sredine 1994. godine izvršeno je i na stotine humanitarnih i medicinskih letova za srednju Bosnu, a izravno uz dopuštenje i kontrolu UN i postrojbi SFOR-a, kada je prevezeno preko 2000 i ranjenika bolesnika i izbjeglica uglavnom žene i djeca u splitsku bolnicu. Do kraja 1995. godine, ukupno je prevezeno skoro 5000 ranjenika i bolesnika. Helikopteri ZB Divulje su do kraja 1995. godine pored svih ostalih zadaća imali 350 medicinskih intervencija i prevezli 372 bolesnika s naših udaljenih otoka i na taj način spasili mnoge živote naših otočana. 
Istovremeno je vršeno i protupožarno djelovanje, prijevoz vatrogasaca i gašenje požara, traganje i spašavanje na moru kao i pomaganje u prenošenju vanjskog i unutarnjeg tereta pri obnavljanju infrastrukture na oslobođenom području i izvan njega. Obnovljeno je i mnoštvo porušenih i sakralnih objekata na području Like i Dalmacije, prenošenjem raznog građevnog materijala i prevoženjem ljudi.

## Zapovjednici
Napomena: Popis zapovjednika je nepotpun
- brigadir Gorki Tičinović
- brigadir Mate Raos
- brigadir Mile Kardum[2]
- pukovnik Miroslav Kovač[3]